# Babilônia (álbum)
Babilônia é o sexto álbum de estúdio da cantora e compositora Rita Lee e o quarto e último com a banda Tutti Frutti, lançado em abril de 1978 pela gravadora Som Livre. A turnê do disco foi realizada já com uma nova banda de apoio, chamada Cães e Gatos, numa série de apresentações que custou mais de 300 mil dólares.
"Agora É Moda" e "Eu e Meu Gato" ficaram nas posições 97ª e 98ª das músicas mais tocadas no ano de 1978. O álbum vendeu 150 mil cópias.

## Recepção
| Críticas profissionais | Críticas profissionais |
| Avaliações da crítica  | Avaliações da crítica  |
| Fonte                  | Avaliação              |
| ---------------------- | ---------------------- |
| Allmusic               | [ 5 ]                  |
| O Globo                | Favorável              |

Para o crítico do Allmusic, este álbum é extremamente diferente de Fruto Proibido, o disco que alçou a cantora paulistana ao estrelato após a sua saída dos Mutantes. O disco mostra o caminho que Rita seguiria nos anos seguintes de sua carreira solo: menos rock e mais canções dançantes. O sucesso de várias faixas do álbum confirmam a sua abordagem comercial: "Miss Brasil 2000", "Disco Voador", "Agora É Moda", "Jardins da Babilônia", "O Futuro me Absolve" e o tema da novela global O Pulo do Gato, "Eu e meu Gato". Nelson Motta, escrevendo para O Globo, elogia muito o disco, especialmente as habilidades de Rita como compositora, a expertise dos músicos da banda Tutti Frutti e o humor geral de Rita e do trabalho.

## Faixas
| Lado A |                        |                                |         |  |
| N.º    | Título                 | Compositor(es)                 | Duração |  |
| 1.     | "Miss Brasil 2000"     | Rita Lee / Lee Marcucci        | 3:20    |  |
| 2.     | "Disco Voador"         | Rita Lee / Roberto de Carvalho | 3:07    |  |
| 3.     | "Agora é Moda"         | Rita Lee / Lee Marcucci        | 4:21    |  |
| 4.     | "Jardins da Babilônia" | Rita Lee / Lee Marcucci        | 3:10    |  |

| Lado B         |                       |                                |         |  |
| N.º            | Título                | Compositor(es)                 | Duração |  |
| 1.             | "O Futuro Me Absolve" | Rita Lee                       | 3:02    |  |
| 2.             | "Sem Cerimônia"       | Rita Lee / Luis Sérgio Carlini | 3:26    |  |
| 3.             | "Que Loucura"         | Luis Sérgio Carlini            | 3:09    |  |
| 4.             | "Eu e Meu Gato"       | Rita Lee                       | 4:14    |  |
| 5.             | "Modinha"             | Rita Lee                       | 3:38    |  |
| Duração total: | Duração total:        | Duração total:                 | 31:27   |  |